# Casa de Nevers
La Casa de Nevers (en francès: maison de Nevers), és una dinastia de la noblesa de l'edat mitjana fundada per Landri de Nevers. Estava al capdavant dels comtats de Nevers, Auxerre, Tonnerre, i Vendôme.

## Genealogia
```
Bodó de Monceaux, senyor de Monceaux
|
└─> 
Landri
, comte de Nevers i d'Auxerre († 1028)
X Matilde de Borgonya, filla d'
Otó Guillem
, comte de Borgonya
|
├─> 
Renald I de Nevers
 († 1040)
| X 
Advisa de França
, filla de 
Robert II de França

| |
| ├─> 
Guillem I de Nevers
 († 1083)
| | X 
Ermengarda de Tonnerre

| | |
| | ├─> 
Renald II de Nevers
 († 1097)
| | | |
| | | └─> 
Guillem II de Nevers
 († 1147)
| | | X ?
| | | |
| | | └─>
Guillem III de Nevers
 († 1161)
| | | X Ida de Sponheim
| | | |
| | | ├─> 
Guillem IV de Nevers
 († 1168)
| | | | 
| | | └─> 
Guiu de Nevers
 (1131-1176)
| | | X 
Matilde de Borgonya

| | | |
| | | ├─> 
Guillem V de Nevers
 (1168-1181)
| | | |
| | | └─> 
Agnès de Nevers
 (1170-1192)
| | | X 
Pere II de Courtenay

| | |
| | ├─> 
Guillem II de Tonnerre
 († c. 1099)
| | |
| | ├─> 
Robert
 († 1095), bisbe d'Auxerre
| | |
| | ├─> Ermengarda
| | | X 
Hubert de Beaumont
, vescomte del Maine
| | |
| | └─> Helvisa
| | X 
Guillem
, comte d'Évreux
| | 
| ├─> 
Robert el Borgonyó
 (1035 - † 1098)
| | X Blanca de Sablé
| |
| └─> 
Guiu
, senyor de Nouatre, regent de Vendôme
|
└─> 
Bodó de Nevers
, comte de Vendôme († 1023)
X 
Adela de Vendôme-Anjou

|
├─> 
Bucard II de Vendôme
, comte de Vendôme († 1028)
|
└─> 
Folc de Vendôme
, comte de Vendôme († 1066)
X Peronella
|
├─> 
Bucard III de Vendôme
, comte de Vendôme († 1085)
|
└─> Eufrosina, comtessa de Vendôme
X 
Jofré Jordà
, senyor de Preuilly
>>
Casa de Preuilly
```